# سامتا
تقع «سامتا» هذه القرية الجميلة شمال مدينة عجلون علي الطريق السريع الواصل بمدينة إربد وهي إحدى قرى القضاة الستة وتبعد عن عجلون 13 كم بالسيارة، وترتفع 1250 متر عن سطح البحر وتشتهر ببرودة شتائها القاسي جداً. وتصل درجات الحرارة في أربعينية الشتاء إلى -10 وتعرف أيضاً بتراكمات الثلوج الكثيرة، حيث تصل سماكة الثلوج في المنخفضات القوية إلى متر ونصف إلا أنها تشتهر باعتدال الجو خلال فصل الصيف. تشتهر بوجود كميات كبيرة من الذهب العثماني والإغريقي والدفائن القديمة.
يسكن قرية سامتا حوالي 700نسمة و فيها أراض زراعية واسعة و مزارع لكافة أنواع الفاكهة الصيفية.حيث تشتهر بزراعة العنب والتفاح وكذلك بعدد من أنواع الحبوب كالقمح والعدس. و فيها مسجد قديم، وكهوف، وحفريات، يشتهر ابناءها بالتعليم بين الذكور والإناث.